# Faceci w czerni III
Faceci w czerni III (ang. Men in Black III lub MIB3) – amerykański film science fiction w technologii trójwymiarowej w reżyserii Barry’ego Sonnenfelda i ze scenariuszem Etana Cohena. Film wyprodukował m.in. Steven Spielberg w swoim studiu Amblin Entertainment dla wytwórni Columbia Pictures. Autorem ścieżki dźwiękowej do filmu jest Danny Elfman. W filmie występują znani z pierwszej i drugiej części filmu Will Smith jako James Darrell Edwards III i Agent J wraz z Tommy Lee Jonesem w roli Kevina Browna i Agenta K, a także Josh Brolin jako młody Kevin Brown i Agent K.
Premiera Facetów w czerni III odbyła się 25 maja 2012 roku.

## Fabuła
Film opowiada o podróży w czasie Agenta J (Will Smith), który cofa się do 1969 roku w celu odwiedzenia „młodszego” Agenta K (Josh Brolin). Boris Bestia (Jemaine Clement), czarny charakter filmu, również cofnie się w czasie i będzie próbował zabić ówczesnego Agenta K w celu zmiany biegu wydarzeń i wyrównania porachunków, co ma doprowadzić do inwazji kosmitów i zagłady ludzi.

## Obsada
- Will Smith – James Darrell Edwards III / Agent J
- Tommy Lee Jones – Kevin Brown / Agent K
- Josh Brolin – młody Kevin Brown / Agent K
- Emma Thompson – Agentka O
- Jemaine Clement – Boris
- Nicole Scherzinger – Lilly, dziewczyna Borisa
- Michael Stuhlbarg – Griffin
- Alice Eve – młoda Agentka O
- Mike Colter – pułkownik / ojciec Agenta J
- Michael Chernus – Jeffrey Price